# Sadjoavato
Sadjoavato è una città e comune del Madagascar situata nel distretto di Antsiranana II, regione di Diana. 
La popolazione del comune rilevata nel censimento 2001 era pari a 7 600 unità.